# Neivamyrmex carettei
Neivamyrmex carettei är en myrart som först beskrevs av Auguste-Henri Forel 1913.  Neivamyrmex carettei ingår i släktet Neivamyrmex och familjen myror. Inga underarter finns listade i Catalogue of Life.

## Bildgalleri

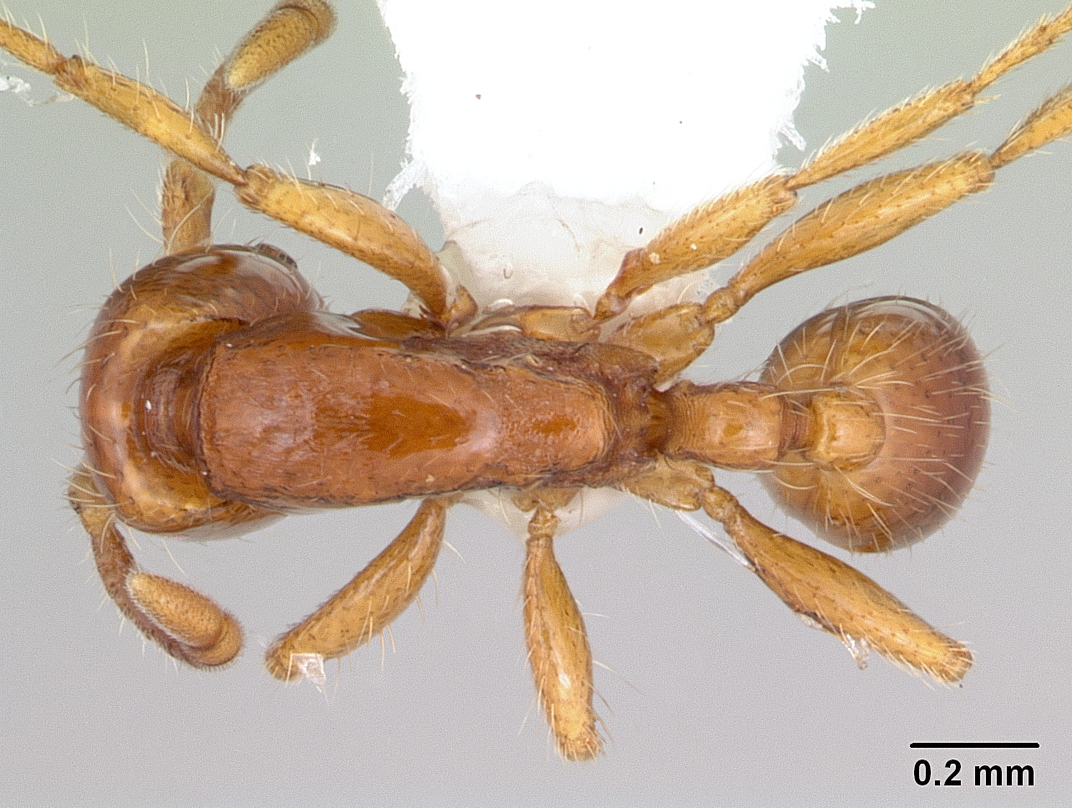
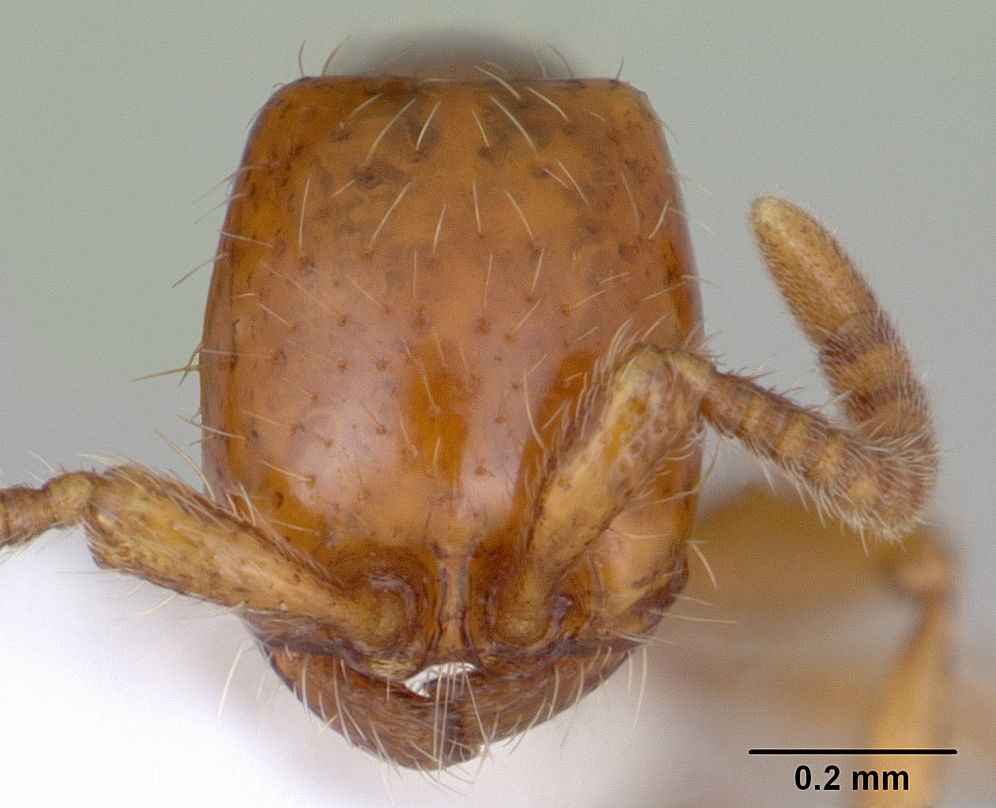
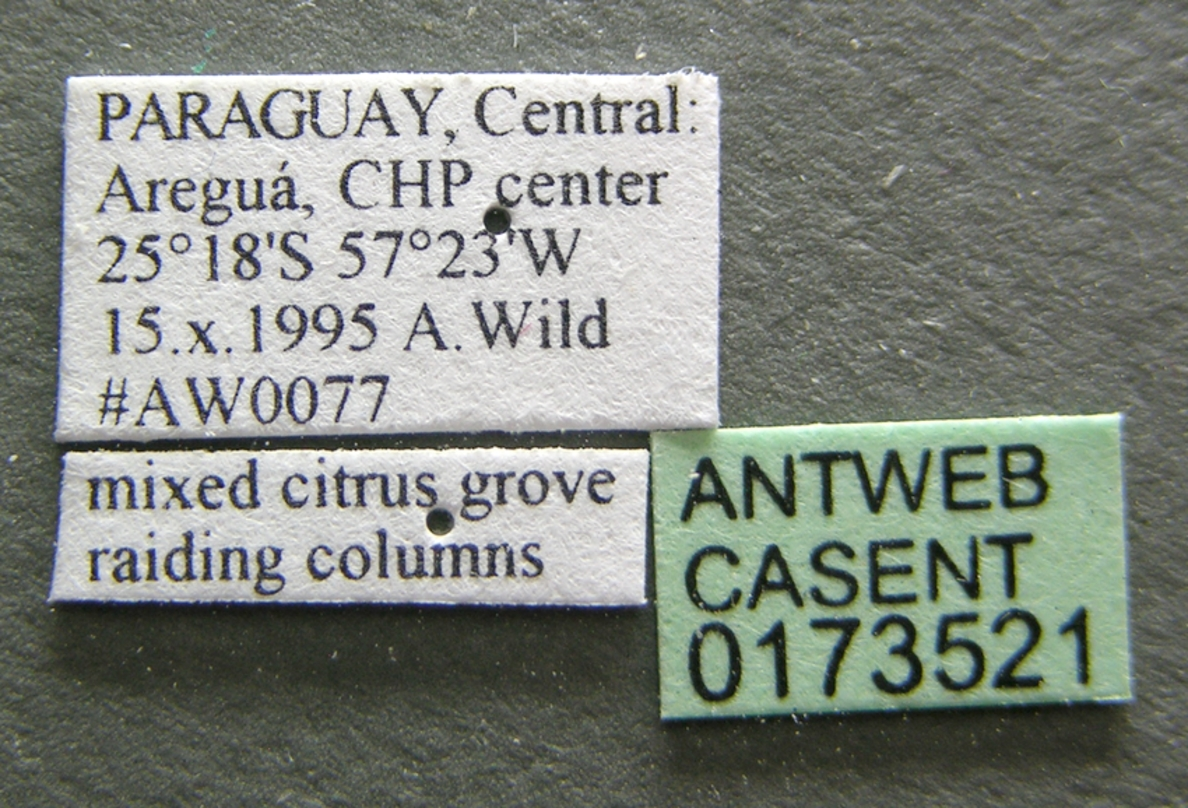
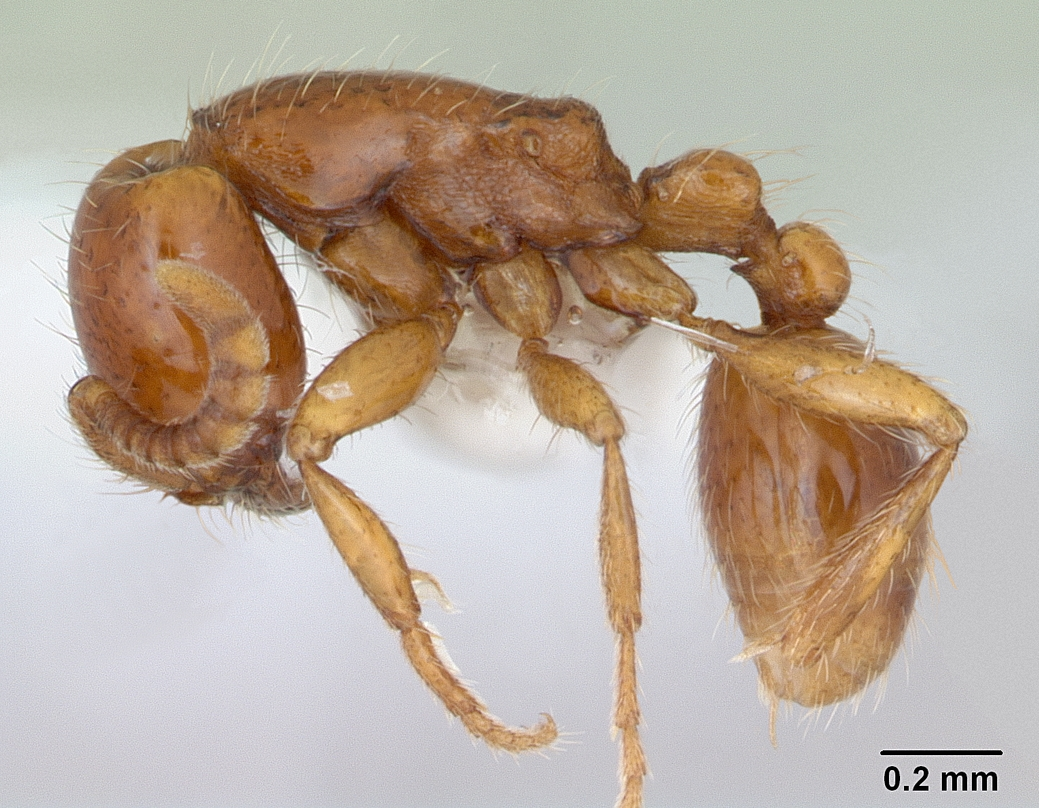